# Львовская епархия УПЦ МП
Льво́вская епа́рхия (укр. Львівська єпархія) — административно-территориальная единица Украинской православной церкви на территории Львовской области. Кафедрального собора нет, его временно заменяет Свято-Георгиевская церковь во Львове.

## Изменение названия
- Галицкая (с 1141)
- Галицкая, Волынская и Литовская (с 1371)
- Львовская, Галицкая и Каменец-Подольская (1539—1700)
- Львовская (с 1941)
- Львовская и Тернопольская (с 1945)
- Львовская и Дрогобычская (с 1988)
- Львовская и Галицкая (с 1998)

## История
Первоначально учреждена в 1134 году как Галицкая выделением из Владимиро-Волынской епархии.
По некоторым данным, возникла в 1300 году как митрополия для юго-западных церковных областей в результате того, что Киев к тому времени был покинут русскими митрополитами. Галицкие и литовские князья многократно возбуждали вопрос об учреждении церковного центра перед Константинопольской патриархией.
В 1700 году, когда митрополит Иосиф Шумлянский и подчинённое ему духовенство признали унию, епархия стала частью Русской униатской церкви.
Осенью 1939 года Западная Украина и Западная Белоруссия были присоединены к СССР. 28 октября 1940 года Патриарший местоблюститель митрополит Сергий (Страгородский) издал указ об образовании Западного экзархата в составе Волынской, Тернопольской, Галицкой, Гродненско-Виленской и Полесской епархий. Архиепископ Николай (Ярушевич) в феврале 1941 года посетил Львов. В рапорте Патриаршему местоблюстителю митрополиту Сергию (Страгородскому) он докладывал о важности для поднятия престижа православной церкви в Галиции назначения на Львовскую кафедру епископа. 27 марта 1941 года в Елоховском Богоявленском соборе в Москве состоялась хиротония архимандрита Пантелеимона (Рудыка) во епископа Львовского.
В 1946 году по определению Львовского Собора грекокатолическая Львовская епархия воссоединилась с Московским патриархатом. В 1966, 1976 и 1986 годах были организованы торжества по случаю 20-, 30- и 40-летия «воссоединения униатов».
27 декабря 1988 года из состава Львовской епархии выделена Тернопольская епархия. Несмотря на это, Львовская епархия на тот момент была крупнейшей епархией Русской церкви по числу приходов.
С конца 1980-х годов начался переход духовенства, прихожан и приходов в Украинскую грекокатолическую церковь, Украинскую автокефальную православную церковь, а также захваты храмов под националистическими лозунгами. Наиболее чувствительный удар по епархии был нанесён в 1992 году, когда епископ Андрей (Горак) ушёл с большинством клира в Украинскую православную церковь Киевского патриархата. Епархия как административная единица была снята с регистрации властями Львовской области, лишилась кафедрального Покровского собора, здания епархиального управления, резиденции архиерея, архива, ризницы и пр. Несмотря на противодействие проуниатски настроенных властей и националистических движений Галиции, новому епископу Августину (Маркевичу) удалось добиться возобновления регистрации епархии и возвращения в лоно Церкви многих раскаявшихся клириков.

## Структура и современное состояние
Актуальной проблемой для Львовской епархии УПЦ является выделение земельного участка во Львове для строительства собора и административных помещений. Поскольку епархия не имеет собственного собора, то кафедральной церковью является Свято-Георгиевская церковь во Львове.
В составе Львовской епархии по данным отдела по делам религий Львовского обладминистрации на 1 января 2007 года было 62 религиозные организации, а именно:
- управление,
- 57 общин (58 священнослужителей),
- монастырь,
- три братства,
- 25 воскресных школ и
- три периодических издания.

По данным Львовской обладминистрации Львовская епархия владела 14 культовыми сооружениями (из них 8 — памятники архитектуры), из которых 12 находились в собственности, 1 в пользовании, 1 помещение приспособлено под молитвенное; УПЦ брала в аренду ещё 11 помещений для проведения богослужений. Кроме этого, Церкви было передано 13 бывших некультовых помещений. В течение 1992—2006 годов верующие УПЦ построили девять храмов и на начало 2007 года продолжали строительство ещё десяти.
По данным епархиального управления на начало 2008 года в составе епархии были:
- 62 прихода (протопресвитер — 1, протоиереев — 46, иереев — 11, протодияконов — 2, дьяконов — 8),
- 41 храм (в том числе 3 во Львове: Свято-Георгиевский, Свято-Владимирский и Свято-Троицкий)
- 2 монастыря: Львовский Свято-Преображенский женский монастырь и Свято-Покровский мужской монастырь в с. Кострино на Закарпатье.
- четыре периодических издания: газета «Світло Православ`я», молодёжная газета «Церква і молодь», газета для заключённых «Помилуй і спаси», детский журнал «Божа нивка».
- 6 православных объединений:
  - Братство во имя святых апостолов Петра и Павла (г. Львов, основано в 1993 году, занимается духовно-просветительской и миссионерской деятельностью);
  - Сестричество во имя великомученицы Варвары (г. Львов, занимается благотворительностью в отделениях областной психиатрической клиники и научно-просветительской деятельностью, в русскоязычных организациях и школах);
  - Молодёжное братство в честь Почаевской чудотворной иконы Божьей Матери (г. Львов, основано в 1994 году, члены братства работают в детских домах и школах-интернатах, занимаются духовно-просветительской деятельностью);
  - Медицинское братство во имя святого великомученика Пантелеимона (медицинские консультации для прихожан епархии);
  - Общество защиты жизни «Спаси и сохрани» в честь Феодоровской иконы Божьей Матери (г. Львов, основано в 1995 году, просветительская деятельность против абортов и контрацепции).
  - Православное военное братство.
- При епархиальном управлении также действуют Львовские Богословские курсы, миссионерский отдел, библиотека, видеотека, аудиотека.

## Список правящих архиереев
- Косма (1156—1167)
- Артемий (1239—1240)
- Иосиф (1292)
- Григорий (1301)
- Феодор (1331—1334)
- Иоанн (1415)
- Макарий Тучапский (22 февраля 1540 — 6 марта 1547)
- Арсений Балабан (1549—1565)
- Иоанн (1569)
- Гедеон Балабан (1570 — 5 октября 1596)
- Иеремия Тисаровский (1607—1641)
- Арсений Желиборский (1641—1651)
- Афанасий Желиборский (1651—1667)
- Иеремия Свистельницкий (1668—1676)
- Иосиф Шумлянский (1 февраля 1668—1700) перешёл в унию
- Пантелеимон (Рудык) (16 марта 1941 — апрель 1945)
- Макарий (Оксиюк) (22 апреля 1945 — 15 мая 1951)
- Фотий (Топиро) (27 декабря 1951 — 20 августа 1952)
- Панкратий (Кашперук) (15 ноября 1952 — 23 июня 1956)
- Палладий (Каминский) (23 июля 1956 — 31 мая 1960)
- Григорий (Закаляк) (19 сентября 1960 — 15 октября 1964)
- Дамиан (Марчук) (15 октября 1964 — 8 октября 1965)
- Николай (Юрик) (31 октября 1965 — 23 ноября 1983)
- Никодим (Руснак) (23 ноября 1983 — 13 сентября 1989)
- Ириней (Середний) (13 сентября 1989 — 10 апреля 1990)
- Андрей (Горак) (18 апреля 1990 — 14 июля 1992) перешёл с большинством духовенства в новосозданную УПЦ КП
- Сергий (Генсицкий) (июль — сентябрь 1992) в/у
- Августин (Маркевич) (20 сентября 1992 — 20 июля 2012)
- Филарет (Кучеров) (c 20 июля 2012)

## Викариатстства
- Дрогобычское
- Кременецкое (недейств.)

## Благочиннические округа
По состоянию на ноябрь 2022 года:
- Бродовское — протоиерей Ярослав Огерук
- Дрогобычское — протоиерей Николай Мандзюк
- Жовковское — протоиерей Стефан Хомын
- Мостыское — протоиерей Николай Петрущак
- Пустомытовское — протоиерей Стефан Хомын
- Радеховское — протоиерей Василий Якимович
- Самборское — протоиерей Василий Петрущак
- Сокальское — протоиерей Димитрий Улыцкий
- Старосамборское — протоиерей Василий Вовчкив
- Стрыйское — протоиерей Виктор Путятыцкий
- Турковское — протоиерей Илья Уруский
- Центральное — протоиерей Евгений Щырба
- Яворовское — протоиерей Игорь Щырба

## Монастыри
- Свято-Онуфриевский монастырь (мужской; село Межигорье, Турковский район)
- Свято-Преображенский монастырь (женский; село Сопошин, Жовковский район)